# − (آلبوم)
− («تفریق») ششمین آلبوم استودیویی خواننده-ترانه‌سرای انگلیسی اد شیرن است که در ۵ مهٔ ۲۰۲۳ از طریق آسیلوم و آتلانتیک رکوردز منتشر شد. − آلبومی عمدتاً آکوستیک است که به‌وسیلهٔ تک‌آهنگ‌های «چشم‌ها بسته»، «قایق» و «زندگی ادامه دارد» پشتیبانی شد. همچنین به‌عنوان آلبومی بصری منتشر شد، و ویدئوهایی برای دوازده قطعه باقی‌مانده در تاریخ انتشار آلبوم به نمایش درآمد.

## پیش‌زمینه
اد شیرن عنوان آلبوم، نام قطعات و تاریخ انتشار را در ۱ مارس ۲۰۲۳ از طریق تمام پلتفرم‌های رسانه‌های اجتماعی اعلام کرد. او همچنین یک تور اروپایی کوتاه‌مدت از ۲۳ مارس تا ۲ آوریل برای تکمیل انتشار تک‌آهنگ اصلی آلبوم اعلام کرد. آرون دسنر از گروه ایندی راک د نشنال که آلبوم‌های فولکلور و اورمورِ تیلور سوئیفت را تهیه کرده بود، تهیه‌کننده و نویسندهٔ مشترک این آلبوم بود. شیرن و دسنر در طول جلسهٔ استودیویی یک‌ماهه با هم بیش از سی قطعه نوشتند که در نهایت به چهارده قطعه کاهش یافت. − آخرین آلبوم با مضمون ریاضی از شیرن خواهد بود.
در ۲۹ آوریل ۲۰۲۳، شیرن مجموعه‌ای از نمایش‌های خودمانی را در آمریکای شمالی به عنوان بخشی از یک تور کوتاه‌مدت برای آلبوم اعلام کرد.

## بازخورد منتقدان
| بررسی جمعی           | بررسی جمعی |
| منبع                 | رتبه‌بندی   |
| -------------------- | ---------- |
| انی‌دیسنت‌میوزیک؟      | ۵٫۵/۱۰     |
| متاکریتیک            | ۶۵/۱۰۰     |
| بررسی انتقادی        |            |
| منبع                 | رتبه‌بندی   |
| آل‌میوزیک             | [ ۹ ]      |
| کلش                  | ۷/۱۰       |
| گاردین               | [ ۱۱ ]     |
| ایندیپندنت           | [ ۱۲ ]     |
| The Line of Best Fit | ۴/۱۰       |
| ان‌ام‌ئی               | [ ۱۴ ]     |
| آبزرور               | [ ۱۵ ]     |
| پیچفورک              | ۳٫۸/۱۰     |
| اسپاتنیک‌میوزیک       | ۱٫۵/۵      |
| دیلی تلگراف          | [ ۱۸ ]     |

− در وبگاه متاکریتیک بر اساس نظر ۱۴ منتقد، امتیاز ۶۵ از ۱۰۰ را کسب کرد که نشان‌دهندهٔ «نقدهای عموماً مطلوب» است. الکسیس پتریدیس در گاردین آن را «بی‌شک بهترین آلبومش تاکنون» و «اثری منزوی» نامید که در آن «افراط‌های عامه‌پسند» شیرن در هیچ‌جایش مشاهده نمی‌شود. این منتقد همکاری شیرن با آرون دسنر را نیز تحسین کرد.

## جدول‌ها
| جدول (۲۰۲۳)                            | بالاترین جایگاه |
| -------------------------------------- | --------------- |
| استرالیا (ای‌آرآی‌ای)                    | ۱               |
| آلبوم‌های اتریشی (آلبوم‌های او۳)         | ۱               |
| آلبوم‌های بلژیکی (اولتراتاپ فلاندرز)    | ۱               |
| آلبوم‌های بلژیکی (اولتراتاپ والونیا)    | ۱               |
| آلبوم‌های کانادایی (بیلبورد)            | ۲               |
| آلبوم‌های چک (سی‌ان‌اس آی‌اف‌پی‌آی)          | ۹               |
| آلبوم‌های دانمارکی (هیت‌لیستن)           | ۲               |
| آلبوم‌های هلندی (جدول‌های هلند)          | ۱               |
| آلبوم‌های فنلاندی (جدول رسمی فنلاند)    | ۵               |
| آلبوم‌های فرانسوی (اس‌ان‌ئی‌پی)            | ۱               |
| آلبوم‌های آلمانی (۱۰۰ آلبوم برتر رسمی)  | ۱               |
| آلبوم‌های مجارستانی (ماهاز)             | ۱۶              |
| آلبوم‌های ایسلند (Plötutíðindi)         | ۶               |
| آلبوم‌های ایرلندی (شرکت جدول‌های رسمی)   | ۱               |
| آلبوم‌های ایتالیا (FIMI)                | ۲               |
| آلبوم‌های ژاپنی (اوریکون)               | ۸               |
| آلبوم‌های ترکیبی ژاپن (اوریکون)         | ۸               |
| آلبوم‌های داغ ژاپن (بیلبورد ژاپن)       | ۷               |
| آلبوم‌های لیتوانیا (AGATA)              | ۲۶              |
| آلبوم‌های نیوزیلند ((RMNZ)              | ۱               |
| آلبوم‌های نروژی (وی‌جی-لیستا)            | ۲               |
| آلبوم‌های لهستانی (ZPAV)                | ۱               |
| آلبوم‌های پرتغالی (ای‌اف‌پی)              | ۲               |
| آلبوم‌های اسکاتلندی (شرکت جدول‌های رسمی) | ۱               |
| آلبوم‌های اسپانیایی (پروموزیکای)        | ۴               |
| سوئد (PROMUSICAE)                      | ۱               |
| آلبوم‌های سوئیسی (جدول موسیقی سوئیس)    | ۱               |
| آلبوم‌های بریتانیا (شرکت جدول‌های رسمی)  | ۱               |
| بیلبورد ۲۰۰ ایالات متحده               | ۲               |

## گواهی‌نامه‌ها
| منطقه                                   | گواهی | واحد گواهی‌شده/فروش |
| --------------------------------------- | ----- | ------------------ |
| بریتانیا (بی‌پی‌آی)                       | نقره  | ۶۰٬۰۰۰             |
| رقم فروش+پخش جاری تنها بر پایهٔ گواهی‌ها. |       |                    |